# Världsmästerskapet i fotboll för damer 2011
Världsmästerskapet i fotboll för damer 2011 var det sjätte genom tiderna och spelades i Tyskland 26 juni–17 juli 2011. Japan, som tidigare som mest nått kvartsfinal i ett VM-slutspel, vann finalen mot USA efter straffar. Sverige tog brons.
För de europeiska lagen var mästerskapet också kvalturnering till de olympiska sommarspelen 2012. Europa hade två platser i OS som tilldelades de två främsta europeiska lagen i VM, Sverige och Frankrike. England deltog inte i kvalet eftersom de var direktkvalificerade till OS som en del av värdnationen Storbritanniens lag.

## Val av värdland

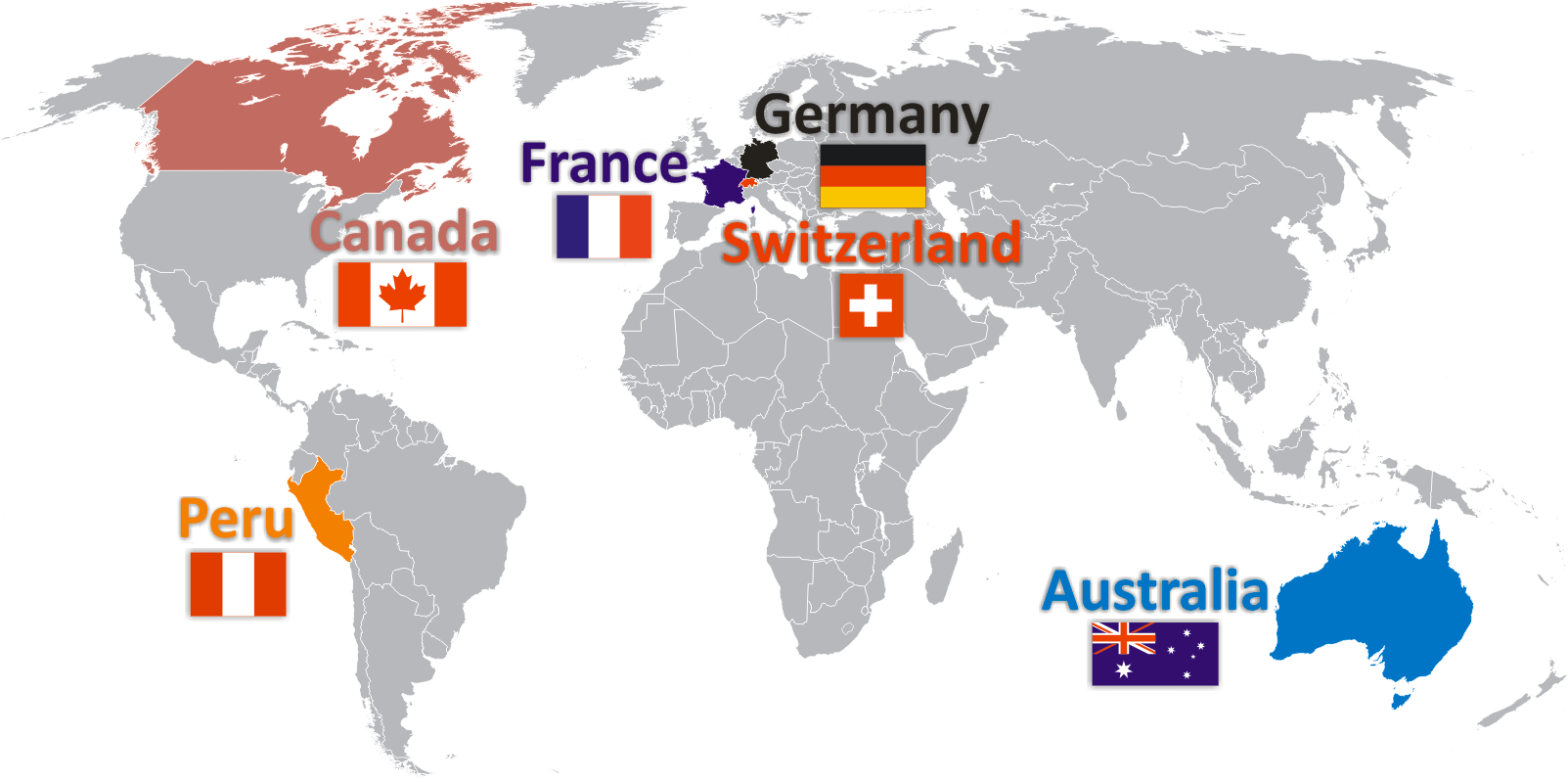
De sex ursprungliga kandidaterna

Sex nationer, Australien, Frankrike, Kanada, Peru, Schweiz och Tyskland, uppgav ursprungligen att de hade intresse i att få anordna världsmästerskapet i fotboll för damer 2011. Det tyska fotbollsförbundet meddelade den 26 januari 2006 att de hoppades få stå som värd för turneringen, efter ett löfte från Tysklands förbundskansler Angela Merkel att fullt ut stödja ett potentiellt bud. Alla sex nationer hade officiellt meddelat sitt intresse när deadlinen den 1 mars 2007 gått ut, och bekräftade sin avsikt att vara värd för fotbolls-VM 2011 innan den 3 maj 2007 till Fifa.
Det slutliga budet var tvunget att överlämnas före den 1 augusti 2007. Schweiz drog tillbaka sin ansökan den 29 maj 2007 och konstaterade att Europa var starkt fokuserat på Frankrike och Tyskland, och ett tredje europeiskt bud verkade meningslöst. Den 27 augusti 2007 drog även Frankrike sig ur, enligt uppgift i utbyte mot Tysklands stöd för sina försök att vara värd för herrarnas Europamästerskapet 2016. Senare hoppade även Australien (12 oktober 2007) och Peru (17 oktober 2007) av och då återstod endast Kanada och Tyskland. Den 30 oktober 2007 valde Fifas exekutivkommitté ut Tyskland till värd för turneringen. Kanada tilldelades istället Världsmästerskapet 2015.

## Kvalspel

### Kvalificerade länder
Lagen kvalificerade sig till mästerskapet genom fotbollsfederationernas turneringar som hölls mellan april 2009 och november 2010. Tyskland var som värd av tävlingen direktkvalificerat.

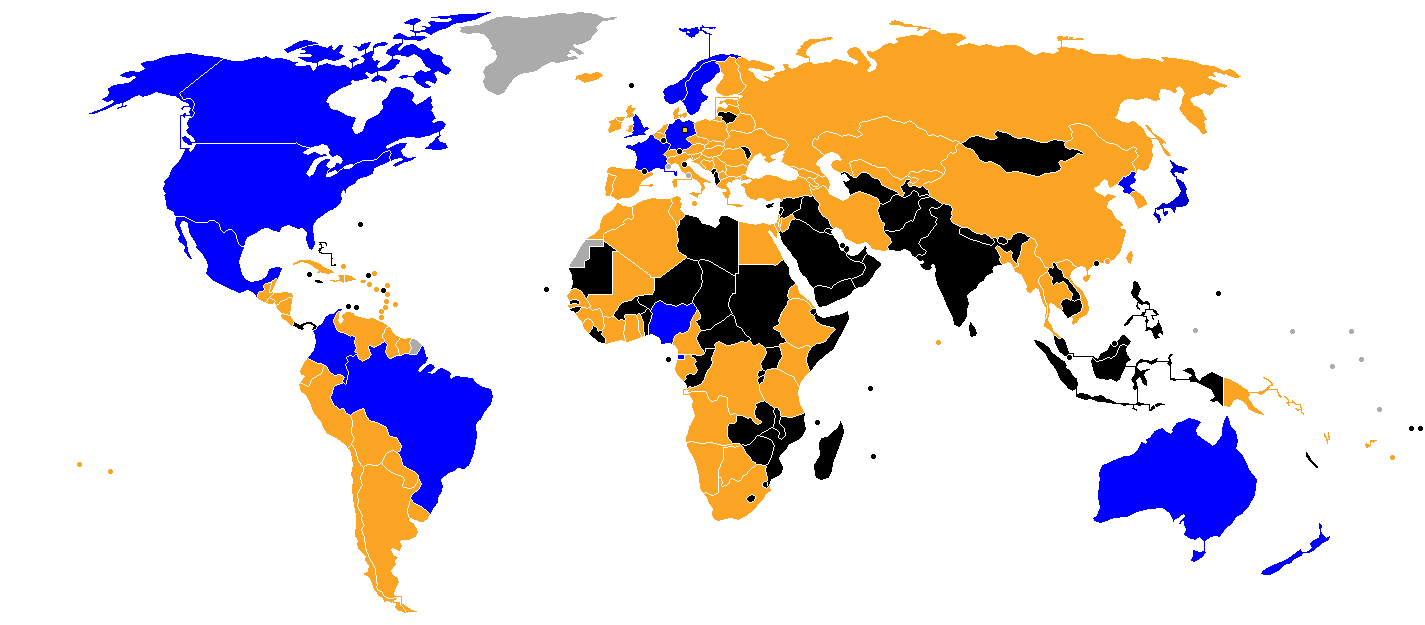
Kvalificerade länder
Ej kvalificerade länder
Deltog inte i kvalet
Ej medlem i Fifa

| AFC (3) - Australien - Japan - Nordkorea CAF (2) - Ekvatorialguinea - Nigeria CONCACAF (3) - Kanada - Mexiko - USA | CONMEBOL (2) - Brasilien - Colombia OFC (1) - Nya Zeeland Uefa (5) - England - Frankrike - Tyskland (värd) - Norge - Sverige |  |

## Spelorter
Turneringens matcher spelas i nio städer.
| · Augsburg Berlin Bochum Dresden Frankfurt Leverkusen Mönchengladbach Sinsheim Wolfsburg Spelplatser | \| \| \| \| \| \| \| \| \| Stadion Augsburg Stad: Augsburg Kapacitet: 25 579 Klubb: FC Augsburg \| Olympiastadion Stad: Berlin Kapacitet: 74 244 Klubb: Hertha BSC \| Ruhr-Stadion Bochum Stad: Bochum Kapacitet: 23 000 Klubb: VfL Bochum \| \| \| \| \| \| Rudolf-Harbig-Stadion Stad: Dresden Kapacitet: 32 085 Klubb: Dynamo Dresden \| Stadion Frankfurt Stad: Frankfurt Kapacitet: 49 240 Klubb: Eintracht Frankfurt \| Stadion Leverkusen Stad: Leverkusen Kapacitet: 30 200 Klubb: Bayer Leverkusen \| \| \| \| \| \| Stadion im Borussia-Park Stad: Mönchengladbach Kapacitet: 46 297 Klubb: Borussia Mönchengladbach \| Rhein-Neckar-Arena Stad: Sinsheim Kapacitet: 25 641 Klubb: TSG 1899 Hoffenheim \| Stadion Wolfsburg Stad: Wolfsburg Kapacitet: 25 361 Klubb: VfL Wolfsburg \| |                                                                               |
| | |                                                                               |
| | |                                                                               |
| Stadion Augsburg Stad: Augsburg Kapacitet: 25 579 Klubb: FC Augsburg                                 | Olympiastadion Stad: Berlin Kapacitet: 74 244 Klubb: Hertha BSC | Ruhr-Stadion Bochum Stad: Bochum Kapacitet: 23 000 Klubb: VfL Bochum          |
| | |                                                                               |
| Rudolf-Harbig-Stadion Stad: Dresden Kapacitet: 32 085 Klubb: Dynamo Dresden                          | Stadion Frankfurt Stad: Frankfurt Kapacitet: 49 240 Klubb: Eintracht Frankfurt | Stadion Leverkusen Stad: Leverkusen Kapacitet: 30 200 Klubb: Bayer Leverkusen |
| | |                                                                               |
| Stadion im Borussia-Park Stad: Mönchengladbach Kapacitet: 46 297 Klubb: Borussia Mönchengladbach     | Rhein-Neckar-Arena Stad: Sinsheim Kapacitet: 25 641 Klubb: TSG 1899 Hoffenheim | Stadion Wolfsburg Stad: Wolfsburg Kapacitet: 25 361 Klubb: VfL Wolfsburg      |

## Spelartrupper

### Hemskickade spelare
- Colombias andremålvakt Yineth Varon stängdes av efter att ha testats positiv vid ett dopingtest den 25 juni 2011.[7]
- Ekvatorialguineas anfallare Jade Boho Sayo fick personligt straff på två månaders avstängning och skickades hem från världsmästerskapet då hon som född spanjorska inte anmält till Fifa att hon bytt landslag.[8]
- Två nordkoreanska spelare, Song Jong Sun och Jong Pok Sim, fastnade den 6 juli 2011, innan matchen mot Colombia, i en dopingkontroll. Spelarna togs ur den nordkoreanska truppen.[9]

## Domare
Fifas domarkommitté utsåg 16 huvuddomare, 32 assisterande domare samt 3 domare som endast kommer att fungera som fjärdedomare, totalt 51 stycken. Av dessa 51 domare kommer 21 från Uefa, 9 vardera från AFC och CONCACAF, 6 från CONMEBOL samt 3 vardera från CAF och OFC. Den äldsta domaren är den 42-åriga Jenny Palmqvist från Sverige och den yngsta är den 29-åriga Finau Vulvuli från Fiji.
| Huvuddomare            | Assisterande                           | Assisterande                           |
| CAF                    | Afrika                                 | Afrika                                 |
| ---------------------- | -------------------------------------- | -------------------------------------- |
| Therese Neguel (1)     | Tempa Ndah (1)                         | Lidwine Rakotozafinoro (1)             |
| AFC                    | Asien                                  | Asien                                  |
| Cha Sung Mi (1)        | Kim Kyoung Min (1)                     | Widiya Shamsuri (1)                    |
| Etsuka Fukano (2)      | Saori Takahashi (2)                    | Zhang Lingling (2)                     |
| Jacqui Melksham (2)    | Allyson Flynn (2)                      | Sarah Ho (2)                           |
| CONCACAF               | Nord- och Centralamerika samt Karibien | Nord- och Centralamerika samt Karibien |
| Quetzalli Alvarado (2) | Mayte Chavez (3)                       | Rita Munoz (3)                         |
| Carol Anne Chenard (3) | Emperatriz Ayala (2)                   | Cindy Mohammed (1)                     |
| Kari Seitz (3)         | Marlene Duffy (4)                      | Veronica Perez (3)                     |
| CONMEBOL               | Sydamerika                             | Sydamerika                             |
| Estela Alvarez (2)     | Maria Rocco (3)                        | Yoly Garcia (2)                        |
| Silvia Reyes (2)       | Marlene Leyton (1)                     | Mariana Corbo (2)                      |
| OFC                    | Oceanien                               | Oceanien                               |
| Finau Vulivuli (1)     | Jacqui Stephenson (1)                  | Lata Tuifutuna (1)                     |
| Uefa                   | Europa                                 | Europa                                 |
| Dagmar Damkova (1)     | Maria Luisa Villa Gutierrez (1)        | Yolanda Parga Rodriguez (1)            |
| Gyöngyi Gaál (1)       | Cristina Cini (1)                      | Natalie Aspinall (1)                   |
| Kirsi Heikkinen (3)    | Anu Jokela (3)                         | Tonja Paavola (3)                      |
| Jenny Palmqvist (3)    | Helen Karo (3)                         | Anna Nyström (3)                       |
| Christina Pedersen (2) | Hege Steinlund (2)                     | Lada Rojc (2)                          |
| Bibiana Steinhaus (3)  | Katrin Rafalski (3)                    | Marina Wozniak (3)                     |
| Fjärdedomare           |                                        |                                        |
| Thalia Mitsi           | Kateryna Monzul                        | Esther Staubli                         |

## Gruppspel
Gruppindelningen lottades i Frankfurt den 29 november 2010.

### Grupp A
| Nr | Lag       | S | V | O | F | GM | IM | MS | P |
| -- | --------- | - | - | - | - | -- | -- | -- | - |
| 1  | Tyskland  | 3 | 3 | 0 | 0 | 7  | 3  | +4 | 9 |
| 2  | Frankrike | 3 | 2 | 0 | 1 | 7  | 4  | +3 | 6 |
| 3  | Nigeria   | 3 | 1 | 0 | 2 | 1  | 2  | −1 | 3 |
| 4  | Kanada    | 3 | 0 | 0 | 3 | 1  | 7  | −6 | 0 |

|             | 26 juni 2011 | Nigeria | 0 – 1           | Frankrike             | Rhein-Neckar-Arena                                   |                                                      |
| 15:00 UTC+2 | 15:00 UTC+2  |         | (0 – 0) Rapport | 55′ Marie-Laure Delie | Sinsheim Publik: 25 475 Domare: Kari Seitz (Sverige) | Sinsheim Publik: 25 475 Domare: Kari Seitz (Sverige) |
| 15:00 UTC+2 | 15:00 UTC+2  |         |                 |                       | Sinsheim Publik: 25 475 Domare: Kari Seitz (Sverige) | Sinsheim Publik: 25 475 Domare: Kari Seitz (Sverige) |
| 15:00 UTC+2 | 15:00 UTC+2  |         |                 |                       | Sinsheim Publik: 25 475 Domare: Kari Seitz (Sverige) | Sinsheim Publik: 25 475 Domare: Kari Seitz (Sverige) |

|             | 26 juni 2011 | Tyskland                                         | 2 – 1           | Kanada                 | Olympiastadion                                             |                                                            |
| 18:00 UTC+2 | 18:00 UTC+2  | Kerstin Garefrekes 9′ Célia Okoyino da Mbabi 41′ | (2 – 0) Rapport | 81′ Christine Sinclair | Berlin Publik: 73 680 Domare: Jacqui Melksham (Australien) | Berlin Publik: 73 680 Domare: Jacqui Melksham (Australien) |
| 18:00 UTC+2 | 18:00 UTC+2  |                                                  |                 |                        | Berlin Publik: 73 680 Domare: Jacqui Melksham (Australien) | Berlin Publik: 73 680 Domare: Jacqui Melksham (Australien) |
| 18:00 UTC+2 | 18:00 UTC+2  |                                                  |                 |                        | Berlin Publik: 73 680 Domare: Jacqui Melksham (Australien) | Berlin Publik: 73 680 Domare: Jacqui Melksham (Australien) |

|             | 30 juni 2011 | Kanada | 0 – 4           | Frankrike                                                   | Ruhrstadion                                         |                                                     |
| 18:00 UTC+2 | 18:00 UTC+2  |        | (0 – 1) Rapport | 23′, 59′ Gaëtane Thiney 65′ Camille Abily 82′ Élodie Thomis | Bochum Publik: 16 591 Domare: Etsuko Fukano (Japan) | Bochum Publik: 16 591 Domare: Etsuko Fukano (Japan) |
| 18:00 UTC+2 | 18:00 UTC+2  |        |                 |                                                             | Bochum Publik: 16 591 Domare: Etsuko Fukano (Japan) | Bochum Publik: 16 591 Domare: Etsuko Fukano (Japan) |
| 18:00 UTC+2 | 18:00 UTC+2  |        |                 |                                                             | Bochum Publik: 16 591 Domare: Etsuko Fukano (Japan) | Bochum Publik: 16 591 Domare: Etsuko Fukano (Japan) |

|             | 30 juni 2011 | Tyskland           | 1 – 0           | Nigeria | Waldstadion                                             |                                                         |
| 20:45 UTC+2 | 20:45 UTC+2  | Simone Laudehr 53′ | (0 – 0) Rapport |         | Frankfurt Publik: 48 817 Domare: Cha Sung-mi (Sydkorea) | Frankfurt Publik: 48 817 Domare: Cha Sung-mi (Sydkorea) |
| 20:45 UTC+2 | 20:45 UTC+2  |                    |                 |         | Frankfurt Publik: 48 817 Domare: Cha Sung-mi (Sydkorea) | Frankfurt Publik: 48 817 Domare: Cha Sung-mi (Sydkorea) |
| 20:45 UTC+2 | 20:45 UTC+2  |                    |                 |         | Frankfurt Publik: 48 817 Domare: Cha Sung-mi (Sydkorea) | Frankfurt Publik: 48 817 Domare: Cha Sung-mi (Sydkorea) |

|             | 5 juli 2011 | Frankrike                               | 2 – 4           | Tyskland                                                                      | Borussia-Park                                                    |                                                                  |
| 20:45 UTC+2 | 20:45 UTC+2 | Marie-Laure Delie 55′ Laura Georges 71′ | (0 – 2) Rapport | 24′ Kerstin Garefrekes 31′, 67′ (str.) Inka Grings 88′ Célia Okoyino da Mbabi | Mönchengladbach Publik: 45 867 Domare: Kirsi Heikkinen (Finland) | Mönchengladbach Publik: 45 867 Domare: Kirsi Heikkinen (Finland) |
| 20:45 UTC+2 | 20:45 UTC+2 |                                         |                 |                                                                               | Mönchengladbach Publik: 45 867 Domare: Kirsi Heikkinen (Finland) | Mönchengladbach Publik: 45 867 Domare: Kirsi Heikkinen (Finland) |
| 20:45 UTC+2 | 20:45 UTC+2 |                                         |                 |                                                                               | Mönchengladbach Publik: 45 867 Domare: Kirsi Heikkinen (Finland) | Mönchengladbach Publik: 45 867 Domare: Kirsi Heikkinen (Finland) |

|             | 5 juli 2011 | Kanada | 0 – 1           | Nigeria              | Rudolf-Harbig-Stadion                                |                                                      |
| 20:45 UTC+2 | 20:45 UTC+2 |        | (0 – 0) Rapport | 72′ Perpetua Nkwocha | Dresden Publik: 13 638 Domare: Finau Vulivuli (Fiji) | Dresden Publik: 13 638 Domare: Finau Vulivuli (Fiji) |
| 20:45 UTC+2 | 20:45 UTC+2 |        |                 |                      | Dresden Publik: 13 638 Domare: Finau Vulivuli (Fiji) | Dresden Publik: 13 638 Domare: Finau Vulivuli (Fiji) |
| 20:45 UTC+2 | 20:45 UTC+2 |        |                 |                      | Dresden Publik: 13 638 Domare: Finau Vulivuli (Fiji) | Dresden Publik: 13 638 Domare: Finau Vulivuli (Fiji) |

### Grupp B
| Nr | Lag         | S | V | O | F | GM | IM | MS | P |
| -- | ----------- | - | - | - | - | -- | -- | -- | - |
| 1  | England     | 3 | 2 | 1 | 0 | 5  | 2  | +3 | 7 |
| 2  | Japan       | 3 | 2 | 0 | 1 | 6  | 3  | +3 | 6 |
| 3  | Mexiko      | 3 | 0 | 2 | 1 | 3  | 7  | −4 | 2 |
| 4  | Nya Zeeland | 3 | 0 | 1 | 2 | 4  | 6  | −2 | 1 |

|             | 27 juni 2011 | Japan                           | 2 – 1           | Nya Zeeland     | Ruhrstadion                                             |                                                         |
| 15:00 UTC+2 | 15:00 UTC+2  | Yūki Nagasato 5′ Aya Miyama 67′ | (1 – 1) Rapport | 11′ Amber Hearn | Bochum Publik: 12 538 Domare: Kirsi Heikkinen (Finland) | Bochum Publik: 12 538 Domare: Kirsi Heikkinen (Finland) |
| 15:00 UTC+2 | 15:00 UTC+2  |                                 |                 |                 | Bochum Publik: 12 538 Domare: Kirsi Heikkinen (Finland) | Bochum Publik: 12 538 Domare: Kirsi Heikkinen (Finland) |
| 15:00 UTC+2 | 15:00 UTC+2  |                                 |                 |                 | Bochum Publik: 12 538 Domare: Kirsi Heikkinen (Finland) | Bochum Publik: 12 538 Domare: Kirsi Heikkinen (Finland) |

|             | 27 juni 2011 | Mexiko            | 1 – 1           | England           | Volkswagen Arena                                     |                                                      |
| 18:00 UTC+2 | 18:00 UTC+2  | Mónica Ocampo 32′ | (1 – 1) Rapport | 20′ Fara Williams | Wolfsburg Publik: 18 702 Domare: Silvia Reyes (Peru) | Wolfsburg Publik: 18 702 Domare: Silvia Reyes (Peru) |
| 18:00 UTC+2 | 18:00 UTC+2  |                   |                 |                   | Wolfsburg Publik: 18 702 Domare: Silvia Reyes (Peru) | Wolfsburg Publik: 18 702 Domare: Silvia Reyes (Peru) |
| 18:00 UTC+2 | 18:00 UTC+2  |                   |                 |                   | Wolfsburg Publik: 18 702 Domare: Silvia Reyes (Peru) | Wolfsburg Publik: 18 702 Domare: Silvia Reyes (Peru) |

|             | 1 juli 2011 | Japan                                      | 4 – 0           | Mexiko | Bayarena                                                     |                                                              |
| 15:00 UTC+2 | 15:00 UTC+2 | Homare Sawa 12′, 38′, 79′ Shinobu Ohno 14′ | (3 – 0) Rapport |        | Leverkusen Publik: 22 291 Domare: Christina Pedersen (Norge) | Leverkusen Publik: 22 291 Domare: Christina Pedersen (Norge) |
| 15:00 UTC+2 | 15:00 UTC+2 |                                            |                 |        | Leverkusen Publik: 22 291 Domare: Christina Pedersen (Norge) | Leverkusen Publik: 22 291 Domare: Christina Pedersen (Norge) |
| 15:00 UTC+2 | 15:00 UTC+2 |                                            |                 |        | Leverkusen Publik: 22 291 Domare: Christina Pedersen (Norge) | Leverkusen Publik: 22 291 Domare: Christina Pedersen (Norge) |

|             | 1 juli 2011 | Nya Zeeland         | 1 – 2           | England                           | Rudolf-Harbig-Stadion                                   |                                                         |
| 18:15 UTC+2 | 18:15 UTC+2 | Sarah Gregorius 18′ | (1 – 0) Rapport | 63′ Jill Scott 81′ Jessica Clarke | Dresden Publik: 19 110 Domare: Thérèse Neguel (Kamerun) | Dresden Publik: 19 110 Domare: Thérèse Neguel (Kamerun) |
| 18:15 UTC+2 | 18:15 UTC+2 |                     |                 |                                   | Dresden Publik: 19 110 Domare: Thérèse Neguel (Kamerun) | Dresden Publik: 19 110 Domare: Thérèse Neguel (Kamerun) |
| 18:15 UTC+2 | 18:15 UTC+2 |                     |                 |                                   | Dresden Publik: 19 110 Domare: Thérèse Neguel (Kamerun) | Dresden Publik: 19 110 Domare: Thérèse Neguel (Kamerun) |

|             | 5 juli 2011 | England                           | 2 – 0           | Japan | Augsburg Arena                                              |                                                             |
| 18:15 UTC+2 | 18:15 UTC+2 | Ellen White 14′ Rachel Yankey 65′ | (1 – 0) Rapport |       | Augsburg Publik: 20 777 Domare: Carol Anne Chenard (Kanada) | Augsburg Publik: 20 777 Domare: Carol Anne Chenard (Kanada) |
| 18:15 UTC+2 | 18:15 UTC+2 |                                   |                 |       | Augsburg Publik: 20 777 Domare: Carol Anne Chenard (Kanada) | Augsburg Publik: 20 777 Domare: Carol Anne Chenard (Kanada) |
| 18:15 UTC+2 | 18:15 UTC+2 |                                   |                 |       | Augsburg Publik: 20 777 Domare: Carol Anne Chenard (Kanada) | Augsburg Publik: 20 777 Domare: Carol Anne Chenard (Kanada) |

|             | 5 juli 2011 | Nya Zeeland                              | 2 – 2           | Mexiko                                  | Rhein-Neckar-Arena                                        |                                                           |
| 18:15 UTC+2 | 18:15 UTC+2 | Rebecca Smith 89′ Hannah Wilkinson 90+3′ | (0 – 2) Rapport | 1′ Stephany Mayor 28′ Maribel Domínguez | Sinsheim Publik: 20 451 Domare: Jenny Palmqvist (Sverige) | Sinsheim Publik: 20 451 Domare: Jenny Palmqvist (Sverige) |
| 18:15 UTC+2 | 18:15 UTC+2 |                                          |                 |                                         | Sinsheim Publik: 20 451 Domare: Jenny Palmqvist (Sverige) | Sinsheim Publik: 20 451 Domare: Jenny Palmqvist (Sverige) |
| 18:15 UTC+2 | 18:15 UTC+2 |                                          |                 |                                         | Sinsheim Publik: 20 451 Domare: Jenny Palmqvist (Sverige) | Sinsheim Publik: 20 451 Domare: Jenny Palmqvist (Sverige) |

### Grupp C
| Nr | Lag       | S | V | O | F | GM | IM | MS | P |
| -- | --------- | - | - | - | - | -- | -- | -- | - |
| 1  | Sverige   | 3 | 3 | 0 | 0 | 4  | 1  | +3 | 9 |
| 2  | USA       | 3 | 2 | 0 | 1 | 6  | 2  | +4 | 6 |
| 3  | Nordkorea | 3 | 0 | 1 | 2 | 0  | 3  | −3 | 1 |
| 4  | Colombia  | 3 | 0 | 1 | 2 | 0  | 4  | −4 | 1 |

|             | 28 juni 2011 | Colombia | 0 – 1           | Sverige               | Bayarena                                                      |                                                               |
| 15:00 UTC+2 | 15:00 UTC+2  |          | (0 – 0) Rapport | 56′ Jessica Landström | Leverkusen Publik: 21 106 Domare: Carol Anne Chenard (Kanada) | Leverkusen Publik: 21 106 Domare: Carol Anne Chenard (Kanada) |
| 15:00 UTC+2 | 15:00 UTC+2  |          |                 |                       | Leverkusen Publik: 21 106 Domare: Carol Anne Chenard (Kanada) | Leverkusen Publik: 21 106 Domare: Carol Anne Chenard (Kanada) |
| 15:00 UTC+2 | 15:00 UTC+2  |          |                 |                       | Leverkusen Publik: 21 106 Domare: Carol Anne Chenard (Kanada) | Leverkusen Publik: 21 106 Domare: Carol Anne Chenard (Kanada) |

|             | 28 juni 2011 | USA                                         | 2 – 0           | Nordkorea | Rudolf-Harbig-Stadion                                       |                                                             |
| 18:15 UTC+2 | 18:15 UTC+2  | Lauren Holiday 53′ Rachel Van Hollebeke 75′ | (0 – 0) Rapport |           | Dresden Publik: 21 859 Domare: Bibiana Steinhaus (Tyskland) | Dresden Publik: 21 859 Domare: Bibiana Steinhaus (Tyskland) |
| 18:15 UTC+2 | 18:15 UTC+2  |                                             |                 |           | Dresden Publik: 21 859 Domare: Bibiana Steinhaus (Tyskland) | Dresden Publik: 21 859 Domare: Bibiana Steinhaus (Tyskland) |
| 18:15 UTC+2 | 18:15 UTC+2  |                                             |                 |           | Dresden Publik: 21 859 Domare: Bibiana Steinhaus (Tyskland) | Dresden Publik: 21 859 Domare: Bibiana Steinhaus (Tyskland) |

|             | 2 juli 2011 | Nordkorea | 0 – 1           | Sverige            | Augsburg Arena                                             |                                                            |
| 14:00 UTC+2 | 14:00 UTC+2 |           | (0 – 0) Rapport | 63′ Lisa Dahlkvist | Augsburg Publik: 23 768 Domare: Estela Álvarez (Argentina) | Augsburg Publik: 23 768 Domare: Estela Álvarez (Argentina) |
| 14:00 UTC+2 | 14:00 UTC+2 |           |                 |                    | Augsburg Publik: 23 768 Domare: Estela Álvarez (Argentina) | Augsburg Publik: 23 768 Domare: Estela Álvarez (Argentina) |
| 14:00 UTC+2 | 14:00 UTC+2 |           |                 |                    | Augsburg Publik: 23 768 Domare: Estela Álvarez (Argentina) | Augsburg Publik: 23 768 Domare: Estela Álvarez (Argentina) |

|             | 2 juli 2011 | USA                                                    | 3 – 0           | Colombia | Rhein-Neckar-Arena                                        |                                                           |
| 18:00 UTC+2 | 18:00 UTC+2 | Heather O'Reilly 11′ Megan Rapinoe 49′ Carli Lloyd 56′ | (1 – 0) Rapport |          | Sinsheim Publik: 25 475 Domare: Dagmar Damková (Tjeckien) | Sinsheim Publik: 25 475 Domare: Dagmar Damková (Tjeckien) |
| 18:00 UTC+2 | 18:00 UTC+2 |                                                        |                 |          | Sinsheim Publik: 25 475 Domare: Dagmar Damková (Tjeckien) | Sinsheim Publik: 25 475 Domare: Dagmar Damková (Tjeckien) |
| 18:00 UTC+2 | 18:00 UTC+2 |                                                        |                 |          | Sinsheim Publik: 25 475 Domare: Dagmar Damková (Tjeckien) | Sinsheim Publik: 25 475 Domare: Dagmar Damková (Tjeckien) |

|             | 6 juli 2011 | Sverige                                            | 2 – 1           | USA              | Volkswagen Arena                                       |                                                        |
| 20:45 UTC+2 | 20:45 UTC+2 | Lisa Dahlkvist 15′ (str.) Amy LePeilbet 34′ (sjm.) | (2 – 0) Rapport | 66′ Abby Wambach | Wolfsburg Publik: 23 468 Domare: Etsuko Fukano (Japan) | Wolfsburg Publik: 23 468 Domare: Etsuko Fukano (Japan) |
| 20:45 UTC+2 | 20:45 UTC+2 |                                                    |                 |                  | Wolfsburg Publik: 23 468 Domare: Etsuko Fukano (Japan) | Wolfsburg Publik: 23 468 Domare: Etsuko Fukano (Japan) |
| 20:45 UTC+2 | 20:45 UTC+2 |                                                    |                 |                  | Wolfsburg Publik: 23 468 Domare: Etsuko Fukano (Japan) | Wolfsburg Publik: 23 468 Domare: Etsuko Fukano (Japan) |

|             | 6 juli 2011 | Nordkorea | 0 – 0   | Colombia | Ruhrstadion                                             |                                                         |
| 20:45 UTC+2 | 20:45 UTC+2 |           | Rapport |          | Bochum Publik: 7 805 Domare: Christina Pedersen (Norge) | Bochum Publik: 7 805 Domare: Christina Pedersen (Norge) |
| 20:45 UTC+2 | 20:45 UTC+2 |           |         |          | Bochum Publik: 7 805 Domare: Christina Pedersen (Norge) | Bochum Publik: 7 805 Domare: Christina Pedersen (Norge) |
| 20:45 UTC+2 | 20:45 UTC+2 |           |         |          | Bochum Publik: 7 805 Domare: Christina Pedersen (Norge) | Bochum Publik: 7 805 Domare: Christina Pedersen (Norge) |

### Grupp D
| Nr | Lag              | S | V | O | F | GM | IM | MS | P |
| -- | ---------------- | - | - | - | - | -- | -- | -- | - |
| 1  | Brasilien        | 3 | 3 | 0 | 0 | 7  | 0  | +7 | 9 |
| 2  | Australien       | 3 | 2 | 0 | 1 | 5  | 4  | +1 | 6 |
| 3  | Norge            | 3 | 1 | 0 | 2 | 2  | 5  | −3 | 3 |
| 4  | Ekvatorialguinea | 3 | 0 | 0 | 3 | 2  | 7  | −5 | 0 |

|             | 29 juni 2011 | Norge            | 1 – 0           | Ekvatorialguinea | Augsburg Arena                                              |                                                             |
| 15:00 UTC+2 | 15:00 UTC+2  | Emilie Haavi 83′ | (0 – 0) Rapport |                  | Augsburg Publik: 12 928 Domare: Quetzalli Alvarado (Mexiko) | Augsburg Publik: 12 928 Domare: Quetzalli Alvarado (Mexiko) |
| 15:00 UTC+2 | 15:00 UTC+2  |                  |                 |                  | Augsburg Publik: 12 928 Domare: Quetzalli Alvarado (Mexiko) | Augsburg Publik: 12 928 Domare: Quetzalli Alvarado (Mexiko) |
| 15:00 UTC+2 | 15:00 UTC+2  |                  |                 |                  | Augsburg Publik: 12 928 Domare: Quetzalli Alvarado (Mexiko) | Augsburg Publik: 12 928 Domare: Quetzalli Alvarado (Mexiko) |

|             | 29 juni 2011 | Brasilien  | 1 – 0           | Australien | Borussia-Park                                                    |                                                                  |
| 18:15 UTC+2 | 18:15 UTC+2  | Rosana 53′ | (0 – 0) Rapport |            | Mönchengladbach Publik: 27 258 Domare: Jenny Palmqvist (Sverige) | Mönchengladbach Publik: 27 258 Domare: Jenny Palmqvist (Sverige) |
| 18:15 UTC+2 | 18:15 UTC+2  |            |                 |            | Mönchengladbach Publik: 27 258 Domare: Jenny Palmqvist (Sverige) | Mönchengladbach Publik: 27 258 Domare: Jenny Palmqvist (Sverige) |
| 18:15 UTC+2 | 18:15 UTC+2  |            |                 |            | Mönchengladbach Publik: 27 258 Domare: Jenny Palmqvist (Sverige) | Mönchengladbach Publik: 27 258 Domare: Jenny Palmqvist (Sverige) |

|             | 3 juli 2011 | Australien                                             | 3 – 2           | Ekvatorialguinea          | Ruhrstadion                                         |                                                     |
| 14:00 UTC+2 | 14:00 UTC+2 | Leena Khamis 7′ Emily van Egmond 47′ Lisa De Vanna 50′ | (1 – 1) Rapport | 20′, 82′ Genoveva Añonman | Bochum Publik: 15 640 Domare: Gyöngyi Gaál (Ungern) | Bochum Publik: 15 640 Domare: Gyöngyi Gaál (Ungern) |
| 14:00 UTC+2 | 14:00 UTC+2 |                                                        |                 |                           | Bochum Publik: 15 640 Domare: Gyöngyi Gaál (Ungern) | Bochum Publik: 15 640 Domare: Gyöngyi Gaál (Ungern) |
| 14:00 UTC+2 | 14:00 UTC+2 |                                                        |                 |                           | Bochum Publik: 15 640 Domare: Gyöngyi Gaál (Ungern) | Bochum Publik: 15 640 Domare: Gyöngyi Gaál (Ungern) |

|             | 3 juli 2011 | Brasilien                 | 3 – 0           | Norge | Volkswagen Arena                                  |                                                   |
| 18:15 UTC+2 | 18:15 UTC+2 | Marta 21′, 47′ Rosana 46′ | (1 – 0) Rapport |       | Wolfsburg Publik: 26 067 Domare: Kari Seitz (USA) | Wolfsburg Publik: 26 067 Domare: Kari Seitz (USA) |
| 18:15 UTC+2 | 18:15 UTC+2 |                           |                 |       | Wolfsburg Publik: 26 067 Domare: Kari Seitz (USA) | Wolfsburg Publik: 26 067 Domare: Kari Seitz (USA) |
| 18:15 UTC+2 | 18:15 UTC+2 |                           |                 |       | Wolfsburg Publik: 26 067 Domare: Kari Seitz (USA) | Wolfsburg Publik: 26 067 Domare: Kari Seitz (USA) |

|             | 6 juli 2011 | Ekvatorialguinea | 0 – 3           | Brasilien                             | Commerzbank-Arena                                             |                                                               |
| 18:00 UTC+2 | 18:00 UTC+2 |                  | (0 – 0) Rapport | 49′ Érika 53′, 90+2′ (str.) Cristiane | Frankfurt Publik: 35 859 Domare: Bibiana Steinhaus (Tyskland) | Frankfurt Publik: 35 859 Domare: Bibiana Steinhaus (Tyskland) |
| 18:00 UTC+2 | 18:00 UTC+2 |                  |                 |                                       | Frankfurt Publik: 35 859 Domare: Bibiana Steinhaus (Tyskland) | Frankfurt Publik: 35 859 Domare: Bibiana Steinhaus (Tyskland) |
| 18:00 UTC+2 | 18:00 UTC+2 |                  |                 |                                       | Frankfurt Publik: 35 859 Domare: Bibiana Steinhaus (Tyskland) | Frankfurt Publik: 35 859 Domare: Bibiana Steinhaus (Tyskland) |

|             | 6 juli 2011 | Australien          | 2 – 1           | Norge              | Bayarena                                                     |                                                              |
| 18:00 UTC+2 | 18:00 UTC+2 | Kyah Simon 56′, 86′ | (0 – 0) Rapport | 55′ Elise Thorsnes | Leverkusen Publik: 18 474 Domare: Estela Álvarez (Argentina) | Leverkusen Publik: 18 474 Domare: Estela Álvarez (Argentina) |
| 18:00 UTC+2 | 18:00 UTC+2 |                     |                 |                    | Leverkusen Publik: 18 474 Domare: Estela Álvarez (Argentina) | Leverkusen Publik: 18 474 Domare: Estela Álvarez (Argentina) |
| 18:00 UTC+2 | 18:00 UTC+2 |                     |                 |                    | Leverkusen Publik: 18 474 Domare: Estela Álvarez (Argentina) | Leverkusen Publik: 18 474 Domare: Estela Álvarez (Argentina) |

## Slutspel

### Slutspelsträd
|  | Kvartsfinaler    | Kvartsfinaler |              |       | Semifinaler | Semifinaler |  |  | Final | Final |
|  |                  |               |              |       |             |             |  |  |       |       |
|  | 9 juli           |               |              |       |             |             |  |  |       |       |
|  |                  |               |              |       |             |             |  |  |       |       |
|  | Tyskland         | 0             |              |       |             |             |  |  |       |       |
|  | Tyskland         | 0             | 13 juli      |       |             |             |  |  |       |       |
|  | Japan (e.f.)     | 1             |              |       |             |             |  |  |       |       |
|  | Japan (e.f.)     | 1             | Japan        | 3     |             |             |  |  |       |       |
|  | 10 juli          |               | Japan        | 3     |             |             |  |  |       |       |
|  |                  | Sverige       | 1            |       |             |             |  |  |       |       |
|  | Sverige          | Sverige       | 1            | 3     |             |             |  |  |       |       |
|  | Sverige          |               | 17 juli      | 3     |             |             |  |  |       |       |
|  | Australien       | 1             |              |       |             |             |  |  |       |       |
|  | Australien       | 1             | Japan (str.) | 2 (3) |             |             |  |  |       |       |
|  | 9 juli           |               | Japan (str.) | 2 (3) |             |             |  |  |       |       |
|  |                  | USA           | 2 (1)        |       |             |             |  |  |       |       |
|  | England          | USA           | 2 (1)        | 1 (3) |             |             |  |  |       |       |
|  | England          | 13 juli       |              | 1 (3) |             |             |  |  |       |       |
|  | Frankrike (str.) | 1 (4)         |              |       |             |             |  |  |       |       |
|  | Frankrike (str.) | 1 (4)         | Frankrike    | 1     |             |             |  |  |       |       |
|  | 10 juli          |               | Frankrike    | 1     |             |             |  |  |       |       |
|  |                  | USA           | 3            |       | Bronsmatch  | Bronsmatch  |  |  |       |       |
|  | Brasilien        | USA           | 3            | 2 (3) | Bronsmatch  | Bronsmatch  |  |  |       |       |
|  | Brasilien        |               | 16 juli      | 2 (3) |             |             |  |  |       |       |
|  | USA (str.)       | 2 (5)         |              |       |             |             |  |  |       |       |
|  | USA (str.)       | 2 (5)         | Sverige      | 2     |             |             |  |  |       |       |
|  |                  |               |              |       |             |             |  |  |       |       |
|  | Frankrike        | 1             |              |       |             |             |  |  |       |       |
|  | Frankrike        | 1             |              |       |             |             |  |  |       |       |

### Kvartsfinaler
|             | 9 juli 2011 | England                                                          | 0000 1 – 1 (e.fl.)         | Frankrike                                                                      | Bayarena                                                    |                                                             |
| 18:00 UTC+2 | 18:00 UTC+2 | Jill Scott 58′                                                   | (1 – 1) Rapport            | 87′ Élise Bussaglia                                                            | Leverkusen Publik: 26 395 Domare: Jenny Palmqvist (Sverige) | Leverkusen Publik: 26 395 Domare: Jenny Palmqvist (Sverige) |
| 18:00 UTC+2 | 18:00 UTC+2 |                                                                  |                            |                                                                                | Leverkusen Publik: 26 395 Domare: Jenny Palmqvist (Sverige) | Leverkusen Publik: 26 395 Domare: Jenny Palmqvist (Sverige) |
| 18:00 UTC+2 | 18:00 UTC+2 | Kelly Smith Karen Carney Casey Stoney Claire Rafferty Faye White | Straffsparksläggning 3 – 4 | Camille Abily Élise Bussaglia Gaëtane Thiney Sonia Bompastor Eugénie Le Sommer | Leverkusen Publik: 26 395 Domare: Jenny Palmqvist (Sverige) | Leverkusen Publik: 26 395 Domare: Jenny Palmqvist (Sverige) |

|             | 9 juli 2011 | Tyskland | 0000 0 – 1 (e.fl.) | Japan                | Volkswagen Arena                                             |                                                              |
| 20:45 UTC+2 | 20:45 UTC+2 |          | (0 – 0) Rapport    | 107′ Karina Maruyama | Wolfsburg Publik: 26 067 Domare: Quetzalli Alvarado (Mexiko) | Wolfsburg Publik: 26 067 Domare: Quetzalli Alvarado (Mexiko) |
| 20:45 UTC+2 | 20:45 UTC+2 |          |                    |                      | Wolfsburg Publik: 26 067 Domare: Quetzalli Alvarado (Mexiko) | Wolfsburg Publik: 26 067 Domare: Quetzalli Alvarado (Mexiko) |
| 20:45 UTC+2 | 20:45 UTC+2 |          |                    |                      | Wolfsburg Publik: 26 067 Domare: Quetzalli Alvarado (Mexiko) | Wolfsburg Publik: 26 067 Domare: Quetzalli Alvarado (Mexiko) |

|             | 10 juli 2011 | Sverige                                                  | 3 – 1           | Australien       | Augsburg Arena                                      |                                                     |
| 13:00 UTC+2 | 13:00 UTC+2  | Therese Sjögran 10′ Lisa Dahlkvist 16′ Lotta Schelin 51′ | (2 – 1) Rapport | 39′ Ellyse Perry | Augsburg Publik: 24 605 Domare: Silvia Reyes (Peru) | Augsburg Publik: 24 605 Domare: Silvia Reyes (Peru) |
| 13:00 UTC+2 | 13:00 UTC+2  |                                                          |                 |                  | Augsburg Publik: 24 605 Domare: Silvia Reyes (Peru) | Augsburg Publik: 24 605 Domare: Silvia Reyes (Peru) |
| 13:00 UTC+2 | 13:00 UTC+2  |                                                          |                 |                  | Augsburg Publik: 24 605 Domare: Silvia Reyes (Peru) | Augsburg Publik: 24 605 Domare: Silvia Reyes (Peru) |

|             | 10 juli 2011 | Brasilien                         | 0000 2 – 2 (e.fl.)         | USA                                                             | Rudolf-Harbig-Stadion                                       |                                                             |
| 17:30 UTC+2 | 17:30 UTC+2  | Marta 68′ (str.), 92′             | (0 – 1) Rapport            | 2′ (sjm.) Daiane 120+2′ Abby Wambach                            | Dresden Publik: 25 598 Domare: Jacqui Melksham (Australien) | Dresden Publik: 25 598 Domare: Jacqui Melksham (Australien) |
| 17:30 UTC+2 | 17:30 UTC+2  |                                   |                            |                                                                 | Dresden Publik: 25 598 Domare: Jacqui Melksham (Australien) | Dresden Publik: 25 598 Domare: Jacqui Melksham (Australien) |
| 17:30 UTC+2 | 17:30 UTC+2  | Cristiane Marta Daiane Francielle | Straffsparksläggning 3 – 5 | Shannon Boxx Carli Lloyd Abby Wambach Megan Rapinoe Ali Krieger | Dresden Publik: 25 598 Domare: Jacqui Melksham (Australien) | Dresden Publik: 25 598 Domare: Jacqui Melksham (Australien) |

### Semifinaler
|             | 13 juli 2011 | Frankrike           | 1 – 3           | USA                                                | Borussia-Park                                                    |                                                                  |
| 18:00 UTC+2 | 18:00 UTC+2  | Sonia Bompastor 54′ | (0 – 1) Rapport | 8′ Lauren Holiday 78′ Abby Wambach 81′ Alex Morgan | Mönchengladbach Publik: 25 676 Domare: Kirsi Heikkinen (Finland) | Mönchengladbach Publik: 25 676 Domare: Kirsi Heikkinen (Finland) |
| 18:00 UTC+2 | 18:00 UTC+2  |                     |                 |                                                    | Mönchengladbach Publik: 25 676 Domare: Kirsi Heikkinen (Finland) | Mönchengladbach Publik: 25 676 Domare: Kirsi Heikkinen (Finland) |
| 18:00 UTC+2 | 18:00 UTC+2  |                     |                 |                                                    | Mönchengladbach Publik: 25 676 Domare: Kirsi Heikkinen (Finland) | Mönchengladbach Publik: 25 676 Domare: Kirsi Heikkinen (Finland) |

|             | 13 juli 2011 | Japan                                    | 3 – 1           | Sverige             | Waldstadion                                                  |                                                              |
| 20:45 UTC+2 | 20:45 UTC+2  | Nahomi Kawasumi 19′, 64′ Homare Sawa 60′ | (1 – 1) Rapport | 10′ Josefine Öqvist | Frankfurt Publik: 45 434 Domare: Carol Anne Chenard (Kanada) | Frankfurt Publik: 45 434 Domare: Carol Anne Chenard (Kanada) |
| 20:45 UTC+2 | 20:45 UTC+2  |                                          |                 |                     | Frankfurt Publik: 45 434 Domare: Carol Anne Chenard (Kanada) | Frankfurt Publik: 45 434 Domare: Carol Anne Chenard (Kanada) |
| 20:45 UTC+2 | 20:45 UTC+2  |                                          |                 |                     | Frankfurt Publik: 45 434 Domare: Carol Anne Chenard (Kanada) | Frankfurt Publik: 45 434 Domare: Carol Anne Chenard (Kanada) |

### Bronsmatch
|             | 16 juli 2011 | Sverige                                 | 2 – 1           | Frankrike         | Rhein-Neckar-Arena                               |                                                  |
| 17:30 UTC+2 | 17:30 UTC+2  | Lotta Schelin 28′ Marie Hammarström 81′ | (1 – 0) Rapport | 55′ Élodie Thomis | Sinsheim Publik: 25 475 Domare: Kari Seitz (USA) | Sinsheim Publik: 25 475 Domare: Kari Seitz (USA) |
| 17:30 UTC+2 | 17:30 UTC+2  |                                         |                 |                   | Sinsheim Publik: 25 475 Domare: Kari Seitz (USA) | Sinsheim Publik: 25 475 Domare: Kari Seitz (USA) |
| 17:30 UTC+2 | 17:30 UTC+2  |                                         |                 |                   | Sinsheim Publik: 25 475 Domare: Kari Seitz (USA) | Sinsheim Publik: 25 475 Domare: Kari Seitz (USA) |

### Final
|             | 17 juli 2011 | Japan                                                  | 0000 2 – 2 (e.fl.)         | USA                                               | Waldstadion                                                   |                                                               |
| 20:45 UTC+2 | 20:45 UTC+2  | Aya Miyama 80′ Homare Sawa 116′                        | (4 – 1) Rapport            | 68′ Alex Morgan 103′ Abby Wambach                 | Frankfurt Publik: 48 817 Domare: Bibiana Steinhaus (Tyskland) | Frankfurt Publik: 48 817 Domare: Bibiana Steinhaus (Tyskland) |
| 20:45 UTC+2 | 20:45 UTC+2  |                                                        |                            |                                                   | Frankfurt Publik: 48 817 Domare: Bibiana Steinhaus (Tyskland) | Frankfurt Publik: 48 817 Domare: Bibiana Steinhaus (Tyskland) |
| 20:45 UTC+2 | 20:45 UTC+2  | Aya Miyama Yūki Nagasato Mizuho Sakaguchi Saki Kumagai | Straffsparksläggning 3 – 1 | Shannon Boxx Carli Lloyd Tobin Heath Abby Wambach | Frankfurt Publik: 48 817 Domare: Bibiana Steinhaus (Tyskland) | Frankfurt Publik: 48 817 Domare: Bibiana Steinhaus (Tyskland) |

## Utmärkelser
Den 18 juli meddelade Fifa vilka som fått turneringens utmärkelser.

### Bästa spelare (Guldbollen)
| Guldbollen  | Silverbollen | Bronsbollen |
| ----------- | ------------ | ----------- |
| Homare Sawa | Abby Wambach | Hope Solo   |

### Bästa målskytt (Guldskon)
| Guldskon    | Silverskon | Bronsskon    |
| ----------- | ---------- | ------------ |
| Homare Sawa | Marta      | Abby Wambach |

### Övriga utmärkelser
| Bästa målvakt | Bästa junior  | Fifas Fair Play-pris |
| ------------- | ------------- | -------------------- |
| Hope Solo     | Caitlin Foord | Japan                |

### All star-lag
| Målvakter               | Försvarare                                                                           | Mittfältare | Anfallare                        |
| ----------------------- | ------------------------------------------------------------------------------------ | --- | -------------------------------- |
| Ayumi Kaihori Hope Solo | Elise Kellond-Knight Érika Alex Scott Sonia Bompastor Laura Georges Saskia Bartusiak | Jill Scott Genoveva Añonma Louisa Necib Aya Miyama Shinobu Ohno Homare Sawa Kerstin Garefrekes Caroline Seger Shannon Boxx Lauren Cheney | Marta Lotta Schelin Abby Wambach |

## Statistik
Resultat efter ordinarie tid; vinst ger tre poäng, oavgjort en.
|    | Lag                  | S | V | O | F | GM | GMs  | IM | IMs  | MS | P  | Ps   |
| -- | -------------------- | - | - | - | - | -- | ---- | -- | ---- | -- | -- | ---- |
| 1  | Sverige (C)          | 6 | 5 | 0 | 1 | 10 | 1,67 | 6  | 1,00 | +4 | 15 | 2,50 |
| 2  | USA (C)              | 6 | 3 | 2 | 1 | 11 | 1,83 | 5  | 0,83 | +6 | 11 | 1,83 |
| 3  | Japan (B)            | 6 | 3 | 2 | 1 | 10 | 1,67 | 5  | 0,83 | +5 | 11 | 1,83 |
| 4  | Brasilien (D)        | 4 | 3 | 1 | 0 | 8  | 2,00 | 1  | 0,25 | +7 | 10 | 2,50 |
| 5  | Tyskland (A)         | 4 | 3 | 1 | 0 | 7  | 1,75 | 3  | 0,75 | +4 | 10 | 2,50 |
| 6  | England (B)          | 4 | 2 | 2 | 0 | 6  | 1,50 | 3  | 0,75 | +3 | 8  | 2,00 |
| 7  | Frankrike (A)        | 6 | 2 | 1 | 3 | 10 | 1,67 | 10 | 1,67 | 0  | 7  | 1,17 |
| 8  | Australien (D)       | 4 | 2 | 0 | 2 | 6  | 1,50 | 7  | 1,75 | -1 | 6  | 1,50 |
| 9  | Nigeria (A)          | 3 | 1 | 0 | 2 | 1  | 0,33 | 2  | 0,67 | -1 | 3  | 1,00 |
| 10 | Norge (D)            | 3 | 1 | 0 | 2 | 2  | 0,67 | 5  | 1,67 | -3 | 3  | 1,00 |
| 11 | Mexiko (B)           | 3 | 0 | 2 | 1 | 3  | 1,00 | 7  | 2,33 | -4 | 2  | 0,67 |
| 12 | Nya Zeeland (B)      | 3 | 0 | 1 | 2 | 4  | 1,33 | 6  | 2,00 | -2 | 1  | 0,33 |
| 13 | Nordkorea (C)        | 3 | 0 | 1 | 2 | 0  | 0,00 | 3  | 1,00 | -3 | 1  | 0,33 |
| 14 | Colombia (C)         | 3 | 0 | 1 | 2 | 0  | 0,00 | 4  | 1,33 | -4 | 1  | 0,33 |
| 15 | Ekvatorialguinea (D) | 3 | 0 | 0 | 3 | 2  | 0,67 | 7  | 2,33 | -5 | 0  | 0,00 |
| 16 | Kanada (A)           | 3 | 0 | 0 | 3 | 1  | 0,33 | 7  | 2,67 | -6 | 0  | 0,00 |

### Skytteliga
5 mål
- Homare Sawa

4 mål
- Marta
- Abby Wambach

3 mål
- Lisa Dahlkvist

2 mål
| - Kyah Simon - Cristiane - Rosana - Genoveva Añonma - Jill Scott | - Marie-Laure Delie - Gaëtane Thiney - Élodie Thomis - Nahomi Kawasumi - Aya Miyama - Lotta Schelin | - Kerstin Garefrekes - Inka Grings - Célia Okoyino da Mbabi - Lauren Cheney - Alex Morgan |

1 mål
| - Lisa De Vanna - Leena Khamis - Ellyse Perry - Emily van Egmond - Érika - Jessica Clarke - Ellen White - Fara Williams - Rachel Yankey - Camille Abily - Sonia Bompastor - Élise Bussaglia - Laura Georges | - Karina Maruyama - Yuki Nagasato - Shinobu Ohno - Christine Sinclair - Maribel Domínguez - Stephany Mayor - Mónica Ocampo - Perpetua Nkwocha - Emilie Haavi - Elise Thorsnes - Sarah Gregorius - Amber Hearn | - Rebecca Smith - Hannah Wilkinson - Nilla Fischer - Marie Hammarström - Jessica Landström - Therese Sjögran - Josefine Öqvist - Simone Laudehr - Rachel Buehler - Carli Lloyd - Heather O'Reilly - Megan Rapinoe |

Självmål
- Daiane (1)